# Repentance (альбом Esham)
Repentance — дев'ятий студійний альбом американського репера Esham, виданий лейблом Psychopathic Records 18 листопада 2003 р.. Дистриб'ютор релізу: RED Distribution. Ця платівка стала другим релізом репера на новому лейблі (першим є компіляція Acid Rain).
Ішама часто звинувачували у сатанізмі через зміст його пісень. На Repentance репер намагався «очистити свою репутацію» й залишити свій колишній сценічний образ у минулому. Спочатку виконавець планував назвати альбом Redemption.
Композицію «Woo Woo Woo Woo» випустили синглом. На пісню існує відеокліп, режисером якого став Рой Кнайрім. На відміну від самої пісні відео та сингл мають назву «Woo Woo Woo». Кліп транслювався на телеканалах BET та MTV2. Esham залишився незадоволеним відео й вирішив у майбутньому самостійно знімати свої кліпи.
Альбом посів 9-ту сходинку чарту Top Heatseekers, 10-те місце Independent Albums та 71-ту сходинку чарту Top R&B/Hip-Hop Albums.

## Список пісень
| №  | Назва             | Запрошений гість     | Тривалість |
| -- | ----------------- | -------------------- | ---------- |
| 1  | «Bang»            |                      | 3:18       |
| 2  | «Can't Take That» |                      | 2:49       |
| 3  | «Woo Woo Woo Woo» |                      | 3:26       |
| 4  | «Pay»             | Bone Thugs-n-Harmony | 3:55       |
| 5  | «No More Dyin'»   |                      | 2:55       |
| 6  | «Soopa Doopa»     | Soopa Villianz       | 2:05       |
| 7  | «Back in da Day»  |                      | 4:09       |
| 8  | «Mommy»           |                      | 2:21       |
| 9  | «Hard Times»      | Insane Clown Posse   | 3:09       |
| 10 | «Ex-Girlfriend»   |                      | 2:55       |
| 11 | «Look at Me»      | Twiztid              | 2:38       |
| 12 | «Brick»           | TNT                  | 2:59       |
| 13 | «Get Doe»         |                      | 1:59       |
| 14 | «Boom!»           | Violent J            | 3:26       |
| 15 | «In Detroit»      | TNT                  | 2:50       |
| 16 | «Boss Up»         |                      | 3:25       |
| 17 | «Out Cold»        |                      | 2:34       |
| 18 | «Dem Boyz»        | Violent J            | 3:37       |
| 19 | «No War»          | Jumpsteady           | 3:19       |
| 20 | «All of My Life»  |                      | 3:33       |

## Учасники
- Esham — продюсер, звукорежисер, зведення, аранжування
- Майк Пувол — гітара, звукорежисер, зведення
- Fritz the Cat — звукорежисер, зведення

## Чартові позиції
| Рік  | Чарт                      | Найвища позиція |
| ---- | ------------------------- | --------------- |
| 2003 | US Top Heatseekers        | 9               |
| 2003 | US Independent Albums     | 10              |
| 2003 | US Top R&B/Hip-Hop Albums | 71              |